# Classical (álbum)
Classical es el primer álbum instrumental solista de Wolf Hoffmann, guitarrista de la banda de heavy metal alemán Accept. En él interpreta obras de compositores clásicos como Georges Bizet, Edvard Grieg, Piotr Ilich Chaikovski, Bedřich Smetana, Maurice Ravel, Ludwig van Beethoven y Edward Elgar, siendo «Western Sky» el único tema de su autoría.

## Lista de canciones
| N.º   | Título                                                          | Escritor(es)           | Duración |  |
| 1.    | «Prelude» (Carmen Suite Nº1)                                    | Georges Bizet          | 1:25     |  |
| 2.    | «In the Hall of the Mountain King» (Peer Gynt Suite Nº1, Op.46) | Edvard Grieg           | 3:14     |  |
| 3.    | «Habanera» (Carmen Suite n.º 2)                                 | Georges Bizet          | 5:14     |  |
| 4.    | «Arabian Dance» (El cascanueces Suite, Op.71a)                  | Piotr Ilich Chaikovski | 5:14     |  |
| 5.    | «The Moldau» (Mi País)                                          | Bedřich Smetana        | 4:54     |  |
| 6.    | «Bolero»                                                        | Maurice Ravel          | 8:17     |  |
| 7.    | «Blues for Elise» (Para Elisa)                                  | Ludwig van Beethoven   | 4:02     |  |
| 8.    | «Aragonaise» (Carmen Suite N.º 1)                               | Georges Bizet          | 4:27     |  |
| 9.    | «Solveig's Song» (Peer Gynt Suite N.º 2)                        | Edvard Grieg           | 3:45     |  |
| 10.   | «Western Sky»                                                   | Wolf Hoffmann          | 4:26     |  |
| 11.   | «Pomp & Circumstance» (Marcha N.º 1)                            | Edward Elgar           | 3:42     |  |
| 48:40 |                                                                 |                        |          |  |

## Músicos
- Wolf Hoffmann - Guitarras
- Peter Baltes - Bajo en 11
- Mike Brignardello - Bajo en 02, 03, 05, 07, 09
- W. Anthony Joyner - Bajo en 10
- Michael Cartellone - Batería y percusión
- Larry Hall - Piano en 11
- Dr. Al Kooper - Hammond B3 en 07

## Producción
- Grabado y mezclado en WireWorld Studio por Michael Wagener
- Masterizado en Precisión Mastering por Stephen Marcussen
- Diseño y producción Michael Wagener